# Santiago de Vera
Santiago de Vera (ca. 1540 - 1606) was een Spaans koloniaal bestuurder en de zesde gouverneur-generaal van de Filipijnen van 1584 tot 1590.

## Biografie
Santiago de Vera kwam op 16 mei 1584 aan in de Filipijnen. Geruime tijd daarvoor hadden gouverneur Gonzalo Ronquillo en bisschop Domingo de Salazar een verzoek ingediend bij de Spaanse koning om een Hooggerechtshof in te stellen, die disputen tussen de kerk en staat moest gaan slechten. De Vera was benoemd tot president van deze Audiencia. Samen met drie andere rechters reisde hij in 1584 naar de Filipijnen om huntaak op zich te nemen. Toen de rechters in de Filipijnen aankwamen was Gonzalo Ronquillo inmiddels overleden en opgevolgd door zijn neef Diego Ronquillo. Toen hij vervolgens werd aangeklaagd voor wanpraktijken en teruggestuurd naar Spanje, werd De Vera als president van de Audienca aangesteld als nieuwe gouverneur generaal.
Tijdens zijn bewind in de Filipijnen dat duurde tot 1890 stuurde hij in 1585 een expeditie naar de Molukken. Deze expeditie onder leiding van Juan de Morones en Pablo de Lima slaagde er echter niet in het fort op Ternate te veroveren. Op 28 juni 1586 stuurde hij de jezuïtische priester Alonso Sanchez naar Spanje. Deze speciale afgezant zou in Spanje met succes lobbyen voor enkele openbare ziekenhuizen en enkele andere publieke voorzieningen. In 1587 arriveerden de Dominicanen om hun eerste missiepost in de Filipijnen te stichten. In hetzelfde werd onder zijn leiding het eerste stenen fort gebouwd in de kolonie. Op 4 november 1587 veroverde Thomas Cavendish de Manillagaljoen Santa Ana. In 1588 kreeg De Vera te maken met een opstand in de Visayas.
In mei 1590 eindigde de termijn van De Vera in de Filipijnen toen hij werd benoemd tot auditor van de Audiencia van Mexico.